# Maria Hönig
Maria Hönig (* 17. Oktober 1989 in Berlin) ist eine deutsche Schauspielerin, Hörspiel- und Synchronsprecherin sowie Sängerin.

## Leben
Hönig war als Hauptdarstellerin in der ARD-Serie Marienhof (als Lea Horvath) und in Thorsten Näters Musicalfilm Nur eine Nacht zu sehen. Neben ihrer Tätigkeit als Schauspielerin und Sängerin arbeitet sie hauptberuflich als Synchronsprecherin. Ihre Stimme leiht sie unter anderem den Schauspielerinnen Awkwafina, Naomi Scott, Kaya Scodelario, Haley Lu Richardson, Sophie Cookson und Anya Chalotra als Yennefer von Vengerberg in The Witcher. In dem Oscarpreisträger-Film Parasite ist sie als Kim Ki-jung (So-Dam Park) zu hören.
In der Anime-Serie Dragonball Z Kai ist sie als Videl zu hören.
Maria Hönig lebt in Berlin und ist mit dem Synchronsprecher Jannik Endemann verheiratet. 

## Filmografie
- 2007: Die Stein (ARD-Fernsehserie), Regie: Karola Hattop
- 2009–2011: Marienhof[2] (ARD-Fernsehserie), Regie: diverse
- 2011: Die Sechs Schwäne (ZDF-Fernsehfilm), Regie: Karola Hattop
- 2012: Nur eine Nacht (ZDF-Fernsehfilm), Regie: Thorsten Näter

## Synchronisation (Auswahl)
Awkwafina
- 2018: (als Constance) in Ocean’s 8
- 2019: (als Courtney) in Angry Birds 2 – Der Film
- 2019: (als Ming) in Jumanji: The Next Level
- seit 2020: (als Nora) in Awkwafina Is Nora from Queens
- 2020: (als Otto) in SpongeBob Schwammkopf: Eine schwammtastische Rettung
- 2021: (als Sisu) in Raya und der letzte Drache
- 2021: (als Ruiwen / Katy Chen) in Shang-Chi and the Legend of the Ten Rings
- 2023: (als Scuttle) in Arielle, die Meerjungfrau
- 2024: (als Zhen) in Kung Fu Panda 4
- 2024: (als Katie) in Ein Jackpot zum Sterben

Kaya Scodelario
- 2014: (als Teresa) in Maze Runner – Die Auserwählten im Labyrinth
- 2015: (als Teresa) in Maze Runner – Die Auserwählten in der Brandwüste
- 2018: (als Teresa) in Maze Runner – Die Auserwählten in der Todeszone

Kyla Drew Simmons
- 2015–2018: (als Mae B. Valentine) in Nicky, Ricky, Dicky & Dawn
- 2017: (als Kyla) in Nickelodeons Super Sommercamp Special
- 2019: (als Becky) in Nick für ungut

Riele Downs
- 2014–2020: (als Charlotte Bolton) in Henry Danger
- 2018: (als Charlotte Bolton) in Die Abenteuer von Kid Danger

Génesis Rodríguez
- 2015: (als Honey Lemon) Baymax – Riesiges Robowabohu
- 2018–2021: (als Honey Lemon) in Baymax – Robowabohu in Serie

Naomi Scott
- 2019: (als Jasmin) in Aladdin
- 2020: (als Elena Houghlin) in 3 Engel für Charlie
- 2024: (als Skye Riley) in Smile 2 – Siehst du es auch?

### Filme
- 2013: Emma Rigby (als Tonys Mädchen) in The Counselor
- 2014: Elle Fanning (als Amy Albany) in Joe Albany – Mein Vater, die Jazz-Legende
- 2014: Mary Catherine Garrison (als Jill) Can a Song Save Your Life?
- 2014: Charlotte Hope (als Philippa Hawking) Die Entdeckung der Unendlichkeit
- 2015: Sophie Cookson (als Roxy) in Kingsman: The Secret Service
- 2015: Katherine Hughes (als Madison) in Ich und Earl und das Mädchen
- 2015: Courtney Eaton (als Cheedo the Fragile) in Mad Max: Fury Road
- 2015: Haley Lu Richardson (als Maggie) in Bronze
- 2016: Angelababy (als Rain Lao) in Independence Day: Wiederkehr
- 2016: Lana Condor (als Jubilation Lee / Jubilee) in X-Men: Apocalypse
- 2016: Kimiko Glenn (als Liv) in Nerve
- 2016: Tess Frazer (als Phils Sekretärin) in Café Society
- 2016: Condola Rashād (als Bree) in Money Monster
- 2017: Matilda Lutz (als Jen) in Revenge
- 2019: Riho Yoshioka (als Akane Aioi) in Her Blue Sky

### Serien
- 2011: Arden Cho (als Kira Yukimura) in Teen Wolf
- 2011: Mia Serafino (als Gigi) in Shameless
- 2012: Erin Sanders (als Danielle / Pinky) in Weeds – Kleine Deals unter Nachbarn
- 2012: Anna McGahan (als Lucy) in House Husbands
- 2013: Manuela Vellés (als Luisa) in Galerias Velvet
- 2013: Nikole Castillo (als Andrea) in Violetta
- 2014: Kayta Thomas (als Emma) in Dora & Friends
- 2014: Ai Kakuma (als Ruuko Kominato) in Selector Infected Wixoss
- 2014: Kirsten Prout (als Charlotte Chamberlin) in The Lying Game
- 2014: Jaz Sinclair (als Tasha Williams) in Rizzoli & Isles
- 2014: Tara Holt (als Melanie) in Californication
- 2014: Ashleigh Cummings (als Dorothy ‘Dot’ Williams) in Miss Fishers mysteriöse Mordfälle
- 2014: Meegan Warner (als Mary Woodhull) in TURN
- 2014: Willa Fitzgerald (als Grace Fairchild) in Gotham
- 2014: Ilana Glazer (als Ilana Wexler) in Broad City
- 2014–2017: Regan Lutz (als Skip) in Zack und Quack
- 2015: Taylor Rouviere (als Jane Rayburn) in Bloodline
- 2015: Sophie Colquhoun (als Gemma Kensington) in The Royals
- 2015: (als Clara) in Heidi
- 2016: Tabitha St. Germain (als Pickle) in Endangered Species
- 2016: Samantha Isler (als Maya) in Grey’s Anatomy
- 2016–2019: Jude Demorest (als Star Davis) in Star
- 2017: Minori Chihara (als Nanako Kashii) in Toradora!
- seit 2017: Rebecca Shoichet (als Sage Skunk) in Enchantimals
- 2017–2022: Lina Esco (als  Christina 'Chris' Alonso) in S.W.A.T.
- 2018: Greer Grammer (als April) in The Middle
- 2018–2020: Amanda Michalka (als Catra) in She-Ra und die Rebellen-Prinzessinnen
- 2018–2020: Lachlan Watson (als Theo Putman geb. Susie) in Chilling Adventures of Sabrina
- 2018–2019: Debby Ryan (als Patty Bladell) in Insatiable
- 2019–2020: Jackie R. Jacobson (als Dylan) in Malibu Rescue
- seit 2019: Anya Chalotra (als Yennefer von Vengerberg) in The Witcher
- 2020: Brigitte Kali (als Trace Martez) in Star Wars: The Clone Wars
- 2020: Karen Fukuhara (als Kipo Oak) in Kipo und die Welt der Wundermonster
- 2020–2023: Kayla Compton (als Allegra Garcia) in The Flash

## Hörspiele und Hörbücher (Auswahl)
- 2015: Baymax Riesiges Robowabohu: Das Original-Hörspiel zum Film. Walt Disney Records, DNB 1067079335.
- 2019: Disney – Aladdin. Das Original-Hörspiel zum Film, Kiddinx[3]
- 2021: Jaycee Falconer: Die Rabenkönigin (Hörbuch, Audible, gemeinsam mit Anne Düe & Robert Frank)